# 위클리자동차신문
위클리자동차신문(위클리自動車新聞, 영문명: The Weekly Automotive News Korea)은 대한민국 서울에서 발행되는 자동차 전문 주간지이다.
1995년 한국경제신문 자동차국에서 '한경자동차신문'으로 창간됐다. 1998년 한국경제신문 자매지로 분리되고 실질적으로 재창간됐다. 2009년 현재의 제호로 바뀌었다. 자동차 전문 신문으로서는 최빈 간격으로 발행되고 있으며, 역사도 가장 오래 됐다.
본사는 서울특별시 구로구 구로디지털단지에 있다.
신문 대판으로 인쇄되며 인터넷(http://www.weeklycarnews.com) 으로도 배포된다. 2010년 현재 부당 1000원으로 판매되고 있다. 홈페이지에서는 실시간 온라인 뉴스 및 과거기사 검색이 가능하다.
2006년 구 한경자동차신문은 일본의 유력 자동차 전문 일간신문인 '닛칸지도샤진분(日刊自動車新聞)'과 자매결연을 맺었다.